# Hauptuhr

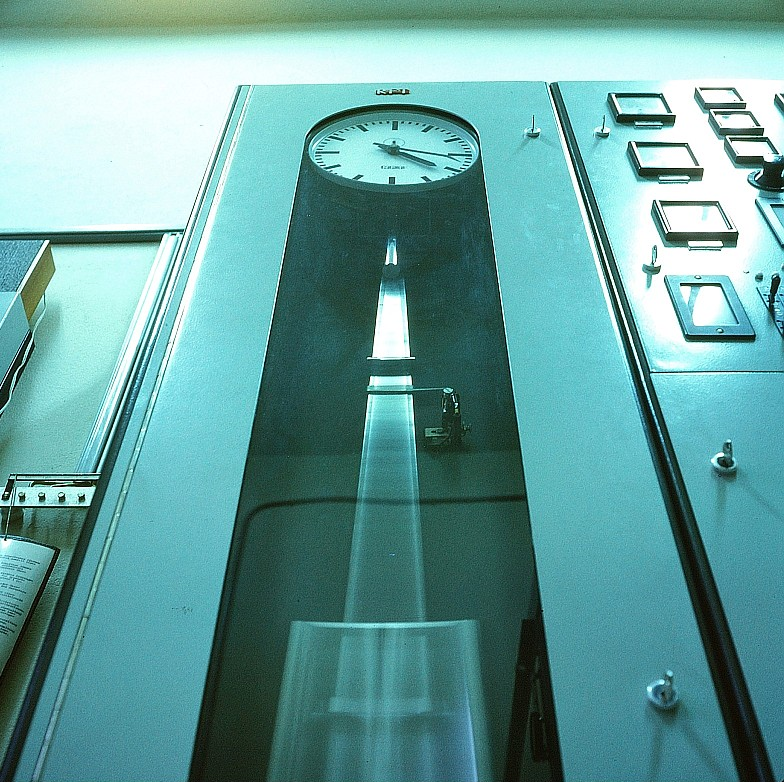
Eine als Pendeluhr ausgeführte Hauptuhr (um 1970)

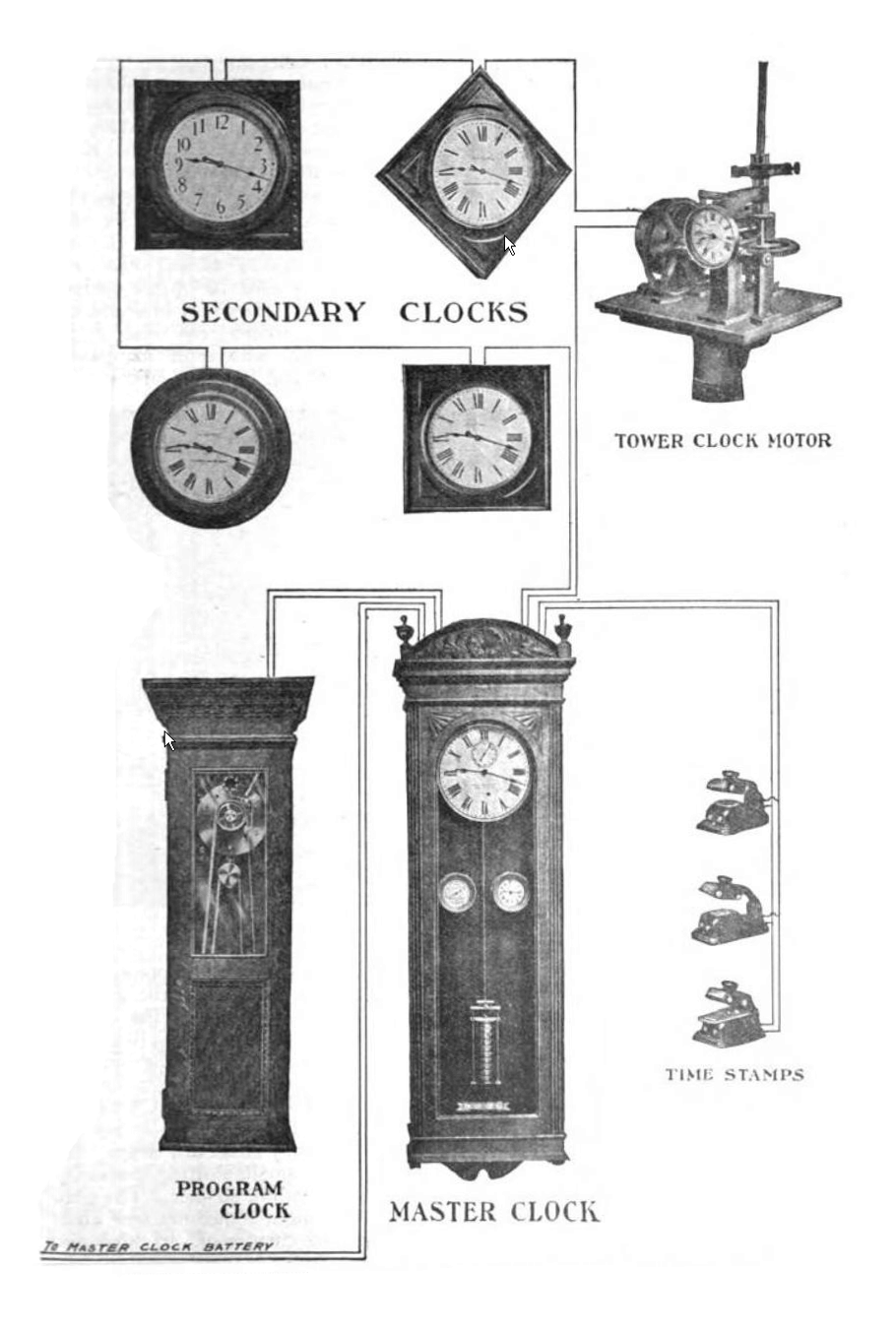
Typischer Aufbau einer Uhrenanlage mit Mutteruhr (Master Clock) um 1900

Als Hauptuhr, Mutteruhr, Zentraluhr oder Normaluhr wird in einer Uhrenanlage diejenige Uhr bezeichnet, die eine beliebige Anzahl Neben- oder Tochteruhren steuert und dadurch eine exakt synchrone Gangweise aller angeschlossener Uhren gewährleistet. Dies ist für eine einheitliche Zeitgebung innerhalb von Unternehmen, Behörden, Schulen und anderen öffentlichen Gebäuden wichtig. 
Das Prinzip wurde 1839 von Carl August von Steinheil erfunden und umgesetzt, so etwa 1840 im Gebäude des Damenstifts in München.
Eine zweite Bedeutung von Hauptuhr meint eine evakuierte Präzisionspendeluhr, die außer einem temperaturkompensierten Sekundenpendel keine beweglichen Teile mehr enthält. Diese sind zur Vermeidung mechanischer Störungen in eine mit der Hauptuhr synchronisierte Nebenuhr ausgelagert (siehe Riefler- und Shortt-Uhren). Dadurch konnte man für Zeitdienste schon lange vor den Quarzuhren Ganggenauigkeiten von unter 0,01 Sekunden pro Tag erreichen.

## Aufbau und Funktion
Die Hauptuhr ist der wichtigste Bestandteil einer Uhrenanlage; ihre Aufgabe ist die Steuerung von Nebenuhren und zusätzlichen Signaleinrichtungen. Sie ist meist nicht an einem Ort aufgestellt, an dem die Anzeige bzw. das Zifferblatt gut einsehbar ist, sondern in einem Schaltraum, zusammen mit übriger Kommunikationstechnik oder Elektroinstallation.
Hauptuhren haben im Rahmen der jeweiligen Technik einen besonders präzisen Gang. Die Hauptuhr besteht aus dem Uhrwerk und den Treibern für die Nebenuhrenlinien. In regelmäßigen Zeitabständen, meist im Minutenabstand, wird ein kurzes Stellsignal an die untergeordneten Nebenuhren ausgesendet, das dort über einen Schrittmotor das Zeigerwerk antreibt. Um die Auswirkungen von Störeinflüssen auf die Leitung zu reduzieren, die den Gleichlauf der Uhren beeinträchtigen könnten, werden aufeinanderfolgende Stellsignale mit entgegengesetzter Polarität ausgesendet. Die Umkehrung der Polarität des Stellsignals wird bei Uhren älterer Bauart von einem Polwenderelais geleistet.
In der Praxis werden, besonders bei umfangreichen Anlagen, mehrere Nebenuhrenlinien eingerichtet, an die jeweils eine bestimmte Anzahl Nebenuhren angeschlossen werden kann. Jede Linie kann dabei einzeln nachgestellt und gegebenenfalls auf Störungen wie Kurzschluss, Erdschluss oder Unterbrechung überwacht werden.

## Ausführungen
| Ganggenauigkeit mechanischer Hauptuhren | Ganggenauigkeit mechanischer Hauptuhren | Ganggenauigkeit mechanischer Hauptuhren |
| --------------------------------------- | --------------------------------------- | --------------------------------------- |
| Pendelausführung                        | Pendelausführung                        | Uhrgang                                 |
| ¾-Sekundenpendel                        | Holzpendel                              | ± 30 Sek./Monat                         |
| ¾-Sekundenpendel                        | Invarstahlpendel                        | ± 10 Sek./Monat                         |
| Sekundenpendel                          | Holzpendel                              | ± 15 Sek./Monat                         |
| Sekundenpendel                          | Invarstahlpendel                        | ± 6 Sek./Monat                          |
| Sekundenpendel                          | Shortt- und Riefler-Pendel              | ± 3 Sek./Monat                          |

Bis zum Aufkommen von quarzgesteuerten Uhren bestand das Uhrwerk von Hauptuhren aus Feinmechanik. Der Gang konnte durch ein genau einstellbares Pendel reguliert und durch evakuierte Gehäuse stabilisiert werden. Um Längenänderung des Pendels bei Temperaturschwankungen zu verhindern und damit Gangungenauigkeiten zu reduzieren, wurde es oft aus Invarstahl hergestellt.
Mechanische Hauptuhren sind als ¾-Sekunden-Pendelausführung und als 1-Sekunden-Pendelausführung verbreitet. ¾-Sekunden-Pendeluhren bilden den überwiegenden Anteil. 1-Sekunden-Pendeluhren wurden besonders in Uhrenanlagen von Bahnhöfen (beispielsweise bei der Deutschen Reichsbahn in Berlin Schlesischer Bahnhof) eingesetzt und waren bis etwa 1960 die Basis astronomischer Zeitdienste.
Bei Ausführung der Haupuhr als galvanische Uhr erfolgte der Antrieb des Pendels durch einen Elektromagneten, der zyklisch ein- und ausgeschaltet wurde (Prinzip ähnlich dem Wagnerschen Hammer).
Moderne Hauptuhren werten in Deutschland das Zeitsignal des Langwellensenders DCF77 in Mainflingen bei Frankfurt am Main aus, um sich mit der gesetzlichen Zeit zu synchronisieren. In anderen Ländern gibt respektive gab es vergleichbare Zeitdienste, beispielsweise das BEV in Wien, den ehemaligen HBG-Sender Prangins in der Schweiz oder OMA in Prag.

### Kirchturmuhren
Für Kirchen werden meist spezielle Hauptuhren mit weiteren Schaltausgängen und DCF77-Zeitempfang eingesetzt. Diese steuern die Turmuhr (meist 230 V), evtl. Nebenuhren (12 V oder 24 V polwechselnd) sowie Ausgänge für Läute- und Schlagglocken (Impulsausgang für das Schlagwerk).
Einige spezielle Funktionen für Kirchenhauptuhren:
- Beim melodischen Läuten werden mehrere Läuteglocken zeitversetzt (entsprechend ihrer Größe) ein- und ausgeschaltet.
- Beim Uhrschlag kann viertelstündlich eine Melodie (z. B. der Westminsterschlag) und anschließend die Stundenschläge ausgegeben werden.
- Die Schlagwerksverriegelung, evtl. mit Nachverriegelung, verhindert ein Schlagen, falls die Glocke noch läutet bzw. noch nicht ausgeschwungen ist.